# أليكس كامبوس
'إيدغار أليكساندر كامبوس مورا (بالإسبانية: Édgar Alexánder Campos Mora)‏ ويعرف فنيا باسم أليكس كامبوس (بالإسبانية: Alex Campos)‏ (10 سبتمبر 1976 ببوغوتا، كولومبيا)، هو مغني، كاتب أغاني، ملحن ومؤذي مزمور كولومبي مسيحي. مشهور بأمريكا اللاتينية والدول الناطقة اللغة الإسبانية بأغانيه المسيحية مثل موت الحلم (بالإسبانية: Sueño de Morir)‏، أملك قلبا نظيفا (بالإسبانية: Me robaste el Corazon)‏، شاعرك (بالإسبانية: Tu Poeta)‏، وما هو لون الدم (بالإسبانية: Como el Color de la Sangre)‏. قضى أليكس 16 سنة في المهنة و11 في التسجيل. كل سنة يتجمع حوالي 400.000 شخص أثناء جولته الموسيقية. يملك أليكس حاليا 8 ملايين متابع في مواقع التواصل الاجتماعي.

## حياته
ولد أليكس في عائلة مضطربة وبيت مفكك، منذ أن بلغ سن 12 سنة بدأ في تعلم التقاليد المسيحية، ثم في سن 14 سنة انضم لأول مرة إلى مجموعة موسيقية حيث كان دوره يقتصر على التسجيل، بعدها في 17، أنشأ مجموعة بعثة الحياة (بالإسبانية: Misión Vida)‏.
في 22 مارس 2004 تزوج أليكس من «ناتالينا رودريغيز» ورزقا بطفلين «خوانيتا» و«سيمون».

## ديسكوغرافيا
| السنة | الألبوم            | الإسم الأصلي           |
| ----- | ------------------ | ---------------------- |
| 2003  | حلقة العمل الرئيسي | Al Taller del Maestro  |
| 2005  | كطفل               | Como un Niño           |
| 2006  | صوت الصمت          | El Sonido del Silencio |
| 2008  | سأعتني بك          | Cuidaré de Ti          |
| 2010  | لغة الحب           | Lenguaje de Amor       |
| 2012  | سأعود إليك         | Regreso a Ti           |
| 2015  | نفايات الحب        | Derroche De Amor       |
| 2017  | لحظات              | Momentos               |

## الجوائز والترشيحات

### جائزة غرامي اللاتينية
| السنة | الجائزة               | العمل                           | الفئة                             | النتيجة |
| ----- | --------------------- | ------------------------------- | --------------------------------- | ------- |
| 2009  | جائزة غرامي اللاتينية | سأعتني بك                       | أفضل ألبوم مسيحي باللغة الإسبانية | رُشِّح     |
| 2010  | جائزة غرامي اللاتينية | يمكنك أن تشعر (Te Puedo Sentir) | أفضل ألبوم مسيحي باللغة الإسبانية | رُشِّح     |
| 2011  | جائزة غرامي اللاتينية | لغة الحب                        | أفضل ألبوم مسيحي باللغة الإسبانية | فوز     |
| 2013  | جائزة غرامي اللاتينية | سأعود إليك                      | أفضل ألبوم مسيحي باللغة الإسبانية | فوز     |
| 2015  | جائزة غرامي اللاتينية | نفايات الحب                     | أفضل ألبوم مسيحي باللغة الإسبانية | فوز     |